# Родолфо Гучи
Родòлфо Гучи (на италиански: Rudolfo Gucci), известен със сценичното име Маурѝцио Д'Анкòна (Maurizio D'Ancora; 16 юли 1912, Флоренция, Италия – 15 май 1983, Милано, пак там), е италиански актьор и предприемач.

## Биография
Роден е във Флоренция като син на Аида Калвели и Гучо Гучи, основател на едноименната модна къща. Има четирима братя и една сестра.
Родолфо е открит от датския филмов режисьор Алфред Линд в търсене на ново лице за мъжката роля в немия филм „Момичетата, не се шегувайте“ (Ragazze non scherzate) до филмовата дива Леда Глория. Марио Камерини през 1929 г. го избира за филма „Релси“ (Rotaie), заснет и пуснат като ням филм и през 1931 г. е разпространен отново, този път озвучен, което е началото на успешна кариера за Гучи като актьор. Той използва сценичното име Маурицио Д'Анкона.
Гучи се посвещава на актьорската кариера до края на Втората световна война, оставайки свързан с киното само като колекционер: колекционира откъси от документални филми, посветени на Хитлер и Мусолини, създавайки свои собствени колажи.
През 1944 г. се жени за актрисата от швейцарско-немски произход Сандра Равел (16 януари 1910 – 13 август 1954) във Венеция, с която се запознава по време на снимките на филма „На тъмно заедно“ (Al buio insieme). На 26 септември 1948 г. се ражда единственото им дете Маурицио, кръстен на сценичното име на баща му. През 1952 г. Родолфо и братята му Алдо и Васко отиват в Ню Йорк, за да открият първия магазин на Гучи извън Италия, само две седмици преди смъртта на баща им. след което Родолфо се връща към семейния бизнес. През 1967 г. той създава шала „Гучи Флора“ за Грейс Кели.
След смъртта на брат им Васко през 1974 г. Родолфо и Алдо разделят бизнеса. Децата на Алдо обаче смятат, че Родолфо не е допринесъл достатъчно за растежа на компанията. В опита си да увеличи печалбите Алдо създава дъщерна компания за парфюми, като получава 80% от имуществото си за себе си и за трите си деца. Това съперничество в крайна сметка се превръща в семейна вражда.
Родолфо Гучи умира в Милано през 1983 г. на 70-годишна възраст След смъртта му неговият син Маурицио Гучи наследява мажоритарния дял в компанията и става неин най-голям акционер.

## Културно наследство
Във филма на Ридли Скот от 2021 г. „Домът на Гучи“ за семейство Гучи Маурицио Д'Анкора е изигран от Джереми Айрънс.

## Филмография
- Момичетата, не се шегувайте (Ragazze non scherzate), от Алфред Линд (1929)
- Релси (Rotaie), от Марио Камерини (1931)
- Фигаро и неговият велик ден (Figaro e la sua gran giornata), от Марио Камерини (1931)
- Дяволската ваканция (La vacanza del diavolo), от Джак Салватори (1931)
- Старата дама (La vecchia signora), от Амлето Палерми (1931)
- Пет към нула (Cinque a zero), от Марио Бонар (1932)
- Венера (Venere), режисиран от Никола Фаусто Нерони (1932)
- Далечният глас (La voce lontana), от Гуидо Бриньоне (1933)
- В тъмното заедно (Al buio insieme), от Дженаро Ригели (1933)
- Слугинята господарка (La serva padrona), от Джорджо Манини (1934)
- Каналът на ангелите (Il canale degli angeli), режисиран от Франческо Пазинети (1934)
- Онези двама (Quei due), от Дженаро Ригели (1935)
- Златна стрела (Freccia d'oro), режисиран от Пиеро Балерини и Корадо Д'Ерико (1935)
- Casta Diva, от Кармине Галоне (1935)
- Териториална милиция (Milizia teritoriale), от Марио Бонар (1935)
- Джиневра дели Алмиери (Ginevra degli Almieri), режисиран от Гуидо Бриньоне (1935)
- Посланикът (L'ambasciatore), от Балдасаре Негрони (1936)
- Скитническа сватба (Nozze vagabonde), от Гуидо Бриньоне (1936)
- Предшественикът (L'antenato), от Гуидо Бриньоне (1936)
- Нина, не бъди глупава (Nina, non far la stupida), от Нунцио Маласома (1938)
- Баба Фелисита (Nonna Felicita), от Марио Матоли (1938)
- Хотелът на отсъстващите (L'albergo degli assenti), режисиран от Рафаело Матарацо (1939)
- Сърцебиене (Batticuore), от Марио Камерини (1939)
- Ничия земя (Terra di nessuno), от Марио Бафико (1939)
- Границите на Сен Сир (Le educande di Saint-Cyr), от Дженаро Ригели (1939)
- Нощта на подигравките (La notte delle beffe), от Карло Кампогалиани (1939)
- Завладяването на въздуха (La conquista dell'aria), от Ромоло Марчелини (1939)
- Документът (Il documento), режисиран от Марио Камерини (1939)
- Благоприличен скандал (Scandalo per bene), режисиран от Езодо Пратели (1940)
- Сто хиляди долара (Centomila dollari), режисиран от Марио Камерини (1940)
- Завръщане (Ritorno), от Геза фон Болвари (1940)
- Дон Паскуале (Don Pasquale), режисиран от Камило Мастрочинкуе (1940)
- Кралят на цирка (Il re del circo), от Тулио Коваз и Ханс Хинрих (1941)
- Най-сетне сам (Finalmente soli), от Джакомо Джентиломо (1942)
- Лелята на Карло (La zia di Carlo), режисиран от Алфредо Гуарини (1942)
- Седемте гряха (I sette peccati), от Ласло Киш (1942)
- Фабриката на неочакваното (La fabbrica dell'imprevisto), режисиран от Якопо Комин (1942)
- Хазарт (Gioco d'azzardo), от Парсифал Баси (1943)
- Специални кореспонденти (Inviati speciali), от Ромоло Марчелини (1943)
- Приключението на Анабела (L'avventura di Annabella), от Лео Менарди (1943)
- Нашият ближен (Il nostro prossimo), режисиран от Герардо Герарди, Алдо Роси (1943)
- Жената от планината (La donna della montagna), от Ренато Кастелани (1943)
- Късметът (La buona fortuna), от Фернандо Черкио (1944)
- Простият живот (La vita semplice), от Франческо Де Робертис (1945)
- Бирагин (Biraghin), от Кармине Галоне (1946)